# Strada statale 66 (Polonia)
La strada statale 66 (sigla DK 66, in polacco droga krajowa 66) è una strada statale polacca che attraversa il Paese da Zambrów a Połowce.